# صفیه ایماق
صفیه ایماق (زاده ۱۳۴۵ ولسوالی قلعه نو ولایت بادغیس) سیاستمدار افغانستان و نماینده مردم بادغیس در دوره شانزدهم پارلمان افغانستان می‌باشد. ایشان عضو کمیسیون امور اقتصاد ملی مجلس نمایندگان افغانستان می‌باشد.

## زندگی‌نامه
صفیه ایماق زاده ۱۳۴۵ ولسوالی قلعه نو ولایت بادغیس می‌باشد. وی دارای سند تحصیلی ۱۴ پاس خود را از دارالمعلمین بدست آورده‌است. همچنین ایشان سابقه ۲۱ ساله معلمی را نیز در کارنامه خود دارد و در جرگه قانون اساسی سال ۱۳۸۲ نیز حضور داشته‌است.

## دیگر فعالیت‌ها
- مدرس در لیسه مرکزی نسوان ولایت بادغیس.[۲]
- رئیس بخش اداری و مالی مقام ولایت بادغیس.[۲]
- حضور در جرگه قانون اساسی افغانستان (۱۳۸۲).[۲]